# Serie A 1981-1982 (pallamano maschile)
La Serie A 1981-1982 è stata la 13ª edizione del torneo di primo livello del campionato italiano di pallamano maschile.

Esso venne organizzato dalla Federazione Italiana Giuoco Handball.

Il torneo fu vinto dalla Pallamano Trieste per la 5ª volta nella sua storia, e vincendo tutte le partite.

A retrocedere in serie B furono la Pallamano Alabarda Trieste, l'ACR Conversano e il Südtiroler Sportverein Bozen.

## Formula
Il torneo fu disputato da 12 squadre con la formula del girone unico all'italiana con partite di andata e ritorno.

Al termine della stagione la prima squadra classificata fu proclamata campione d'Italia mentre le ultime quattro classificate furono retrocesse in serie B.

## Squadre partecipanti
| Città                | Club                          | Palasport | Sponsor          | Stagione precedente             |
| -------------------- | ----------------------------- | --------- | ---------------- | ------------------------------- |
| Bologna              | Handball Club Bologna 1969    |           | Jomsa            | 9ª in Serie A 1980-1981         |
| Bolzano              | Südtiroler Sportverein Bozen  |           | Volksbank        | 10ª in Serie A 1980-1981        |
| Bressanone (BZ)      | Südtiroler Sportverein Brixen |           | Birra Forst      | 3ª in Serie A 1980-1981         |
| Cassano Magnago (VA) | Cassano Magnago H.C.          |           | Acciaierie Tacca | 2ª in Serie A 1980-1981         |
| Conversano (BA)      | ACR Conversano                |           |                  | Serie B 1980-1981               |
| Gaeta (LT)           | Sporting Club Gaeta           |           | Acqua Fabia      | Serie B 1980-1981               |
| Rimini               | Pallamano Rimini              |           | Fabbri           | 5ª in Serie A 1980-1981         |
| Roma                 | Pallamano Tor di Quinto       |           |                  | 13ª in Serie A 1980-1981 - Rip. |
| Rovereto (TN)        | Handball Club Rovereto        |           |                  | 4ª in Serie A 1980-1981         |
| Teramo               | Teramo Handball               |           |                  | 8ª in Serie A 1980-1981         |
| Trieste              | Pallamano Alabarda Trieste    |           | Sasson Jeans     | Serie B 1980-1981               |
| Trieste              | Pallamano Trieste             |           | Cividin          | Campione d'Italia               |

## Classifica
|  | Pos. | Squadra          | Pt | G  | V  | N | S  | GF  | GS  | D    | Note                                        |
|  | ---- | ---------------- | -- | -- | -- | - | -- | --- | --- | ---- | ------------------------------------------- |
|  | 1.   | Trieste          | 44 | 22 | 22 | 0 | 0  | 597 | 374 | +223 | Qualificato alla Coppa dei Campioni 1982-83 |
|  | 2.   | Cassano Magnago  | 38 | 22 | 19 | 0 | 3  | 608 | 511 | +97  | Qualificato alla IHF Cup 1982-83            |
|  | 3.   | Pallamano Rimini | 28 | 22 | 13 | 2 | 7  | 565 | 500 | +65  |                                             |
|  | 4.   | Teramo           | 27 | 22 | 12 | 3 | 7  | 564 | 542 | +22  |                                             |
|  | 5.   | Brixen           | 26 | 22 | 13 | 0 | 9  | 470 | 442 | +28  | Qualificato alla Coppa delle Coppe 1982-83  |
|  | 6.   | Rovereto         | 23 | 22 | 11 | 1 | 10 | 450 | 456 | -6   |                                             |
|  | 7.   | Gaeta            | 20 | 22 | 10 | 0 | 12 | 480 | 513 | -33  |                                             |
|  | 8.   | Bologna 1969     | 16 | 22 | 4  | 8 | 10 | 491 | 522 | -31  |                                             |
|  | 9.   | Tor di Quinto    | 16 | 22 | 5  | 6 | 11 | 526 | 570 | -44  |                                             |
|  | 10.  | Alabarda Trieste | 10 | 22 | 4  | 2 | 16 | 530 | 627 | -97  | Retrocesso in Serie B 1982-83               |
|  | 11.  | ACR Conversano   | 7  | 22 | 2  | 4 | 16 | 476 | 597 | -121 | Retrocesso in Serie B 1982-83               |
|  | 12.  | Bozen            | 7  | 22 | 3  | 2 | 17 | 475 | 578 | -103 | Retrocesso in Serie B 1982-83               |

## Campioni
| Campione d'Italia 1981-1982 |
| --------------------------- |
| Pallamano Trieste 5º titolo |